# Queen of Katwe
Queen of Katwe es una película estadounidense biográfica-dramática dirigida por Mira Nair, escrita por William Wheeler y protagonizada por David Oyelowo, Madina Nalwanga y Lupita Nyong'o. La película narra la vida de Phiona Mutesi, una niña que vive en Katwe, un barrio pobre de Kampala, la capital de Uganda.
El film producido por Walt Disney Pictures y ESPN Films tuvo un estreno limitado en Estados Unidos el 23 de septiembre de 2016, seguido de un estreno más amplio el 30 de septiembre de 2016. Su estreno mundial tuvo lugar en el Festival Internacional de Cine de Toronto 2016 el 10 de septiembre de 2016.

## Argumento
Viviendo en Katwe, un barrio marginal de Kampala, Uganda, es una lucha constante para Phiona Mutesi (Madina Nalwanga), de 10 años, su madre Nakku Harriet (Lupita Nyong'o) y los miembros más jóvenes de su familia. Ella y su hermano menor ayudan a su madre a vender maíz en el mercado. Ella también ayuda a cuidar a su hermanito. Su mundo cambia un día cuando conoce a Robert Katende (David Oyelowo) en un programa misionero. Katende es entrenador de fútbol y enseña a los niños a jugar al ajedrez en un centro local. Curiosa, Phiona se acerca y aprende el juego. Ella queda fascinada con el juego y pronto se convierte en una de las mejores jugadoras del grupo bajo la guía de Katende.
Su entrenador, a pesar de la oposición inicial de las autoridades locales de ajedrez, la lleva a ella y al equipo a un torneo escolar nacional en una prestigiosa escuela local. Al principio, el grupo se siente incómodo entre los demás participantes y el entorno más adinerado. Sin embargo, su talento triunfa y Phiona queda en primer lugar.
La película narra los altibajos del éxito en competiciones y torneos de Phiona y sus compañeros pioneros. Las dificultades de la vida en Katwe son constantes, y Phiona espera que el ajedrez les brinde a ella y a su familia una vía de escape de Katwe
Phiona lidera el equipo de Uganda en la Olimpiada de Ajedrez en Rusia, segura de que se convertirá en Gran Maestra y conseguirá los recursos necesarios para sacar a su familia de la pobreza. Sin embargo, la competencia resulta demasiado dura y cede ante su oponente canadiense.
Phiona regresa a Katwe, abatida y dudando de sus habilidades. Sin embargo, con el apoyo del entrenador Katende y la gente de Katwe, ella regresa al ajedrez, y finalmente triunfa hasta el punto de poder comprar una casa para su familia.

## Reparto
- Madina Nalwanga como Phiona Mutesi.[8]
- David Oyelowo como Robert Katende.[5]
- Lupita Nyong'o como Nakku Harriet.[5]
- Martín Kabanza como Mugabi Brian.
- Taryn Kyaze como Night (como Taryn «Kay» Kyaze).[9]
- Ivan Jacobo como el joven Richard.
- Nicolás Levesque como el viejo Richard.
- Ronald Ssemaganda como Ivan.
- Ethan Nazario Lubega como Benjamin.
- Nikita Waligwa como Gloria.
- Edgar Kanyike como Joseph.
- Esther Tebandeke como Sara Katende.
- Maurice Kirya y Ntare Mwine interpretan papeles menores como Theo.[10] y Tendo respectivamente.